# Atak na pociąg urlopowy pod Gołębiem
Atak na pociąg urlopowy pod Gołębiem – akcja żołnierzy Batalionów Chłopskich, którzy w nocy z 12 na 13 maja 1943 r. zatrzymali i zaatakowali niemiecki pociąg pasażerski na obecnej linii kolejowej nr 7 pomiędzy Puławami a Gołębiem w pobliżu przystanku kolejowego Gołąb.

## Tło akcji
Ponadlokalne znaczenie linii kolejowej wiodącej z Warszawy do Lublina i dalej na Ukrainę skłoniło wczesną wiosną 1943 władze obwodu puławskiego Okręgu Lublin BCh do podjęcia działań, mających na celu rozpoznanie ruchu niemieckich transportów wojskowych na tej linii. Po zdobyciu niezbędnych informacji rozpoczęto działania wymierzone przeciwko tym transportom. Pierwszą akcją podjętą przez Bataliony Chłopskie był atak na pociąg urlopowy w maju 1943. Sukcesem zakończyła się też przeprowadzona w nocy z 12 na 13 września 1943 akcja wysadzenia pociągu amunicyjnego pod Gołębiem.

## Przygotowania do akcji
12 maja po całodziennych przygotowaniach żołnierze rejonów I (komendant Jan Kęsik ps. „Maczuga”) oraz II (komendant Józef Mazur ps. „Słyk”) skoncentrowali się w lasach w okolicy Gołębia. Około 50 żołnierzy Batalionów Chłopskich, dowodzonych przez Zygmunta Kozaka, dysponowało jednym ręcznym karabinem maszynowym, kilkoma pistoletami maszynowymi sten, kilkoma karabinami i bronią krótką. Ich celem było przede wszystkim zdobycie broni na żołnierzach i oficerach jadących pociągiem od strony Dęblina.
Żołnierze Batalionów Chłopskich zostali podzieleni na drużyny, z których każda miała atakować osobny wagon i to tylko z jednej strony torów. Po ich drugiej stronie znajdowała się jedna drużyna z erkaemem, która miała uniemożliwić Niemcom ucieczkę.

## Przebieg akcji
Nadjeżdżający w nocy od strony Dęblina pociąg został zatrzymany przez partyzantów w zamierzonym miejscu w lesie. Z hamującego składu Niemcy otworzyli na oślep ogień z karabinu maszynowego. Polacy oddali strzały ponad pociągiem, co spowodowało wstrzymanie ognia po stronie niemieckiej. Niemcy zostali wezwani do opuszczenia pociągu i zostawienia w nim broni. Widząc, że Polacy znajdują się tylko po jednej stronie składu, żołnierze niemieccy zaczęli wysiadać na drugą stronę. Tam otworzyła do nich z karabinu maszynowego ogień pozostawiona w tym celu drużyna. Niemcy w panice cofnęli się do wagonów i zaczęli bezładnie strzelać i obrzucać Polaków granatami. Żołnierze Batalionów Chłopskich odpowiedzieli ogniem, co było o tyle ułatwione, że wagony były cały czas oświetlone. Wobec takiego obrotu sprawy maszynista ruszył i zaczął uciekać, ciągle ostrzeliwanym pociągiem, w kierunku Puław.

## Skutki akcji
W wyniku akcji zginęło lub zostało rannych kilkudziesięciu Niemców, którzy zostali przetransportowani do szpitali w Puławach i Lublinie. Pociąg nadawał się do kapitalnego remontu. Jeden z Polaków został lekko ranny odłamkami granatu. Żołnierze Batalionów Chłopskich nie zrealizowali zakładanego celu zdobycia broni.